# Dingy-en-Vuache
Dingy-en-Vuache és un municipi francès situat al departament de l'Alta Savoia i a la regió d'Alvèrnia-Roine-Alps. L'any 2007 tenia 530 habitants.

## Demografia

### Població
El 2007 la població de fet de Dingy-en-Vuache era de 530 persones. Hi havia 190 famílies de les quals 39 eren unipersonals (27 homes vivint sols i 12 dones vivint soles), 43 parelles sense fills, 89 parelles amb fills i 19 famílies monoparentals amb fills.
La població ha evolucionat segons el següent gràfic:
Habitants censats

### Habitatges
El 2007 hi havia 228 habitatges, 192 eren l'habitatge principal de la família, 25 eren segones residències i 12 estaven desocupats. 200 eren cases i 27 eren apartaments. Dels 192 habitatges principals, 160 estaven ocupats pels seus propietaris, 26 estaven llogats i ocupats pels llogaters i 6 estaven cedits a títol gratuït; 12 tenien una cambra, 8 en tenien dues, 20 en tenien tres, 40 en tenien quatre i 112 en tenien cinc o més. 170 habitatges disposaven pel capbaix d'una plaça de pàrquing. A 57 habitatges hi havia un automòbil i a 120 n'hi havia dos o més.

### Piràmide de població
La piràmide de població per edats i sexe el 2009 era:
| Homes | Edats   | Dones |
| ----- | ------- | ----- |
| 0     | 95 o +  | 0     |
| 0     | 90 a 94 | 0     |
| 4     | 85 a 89 | 0     |
| 4     | 80 a 84 | 0     |
| 4     | 75 a 79 | 8     |
| 4     | 70 a 74 | 4     |
| 0     | 65 a 69 | 12    |
| 24    | 60 a 64 | 8     |
| 4     | 55 a 59 | 20    |
| 8     | 50 a 54 | 4     |
| 16    | 45 a 49 | 20    |
| 8     | 40 a 44 | 4     |
| 28    | 35 a 39 | 20    |
| 24    | 30 a 34 | 20    |
| 8     | 25 a 29 | 20    |
| 20    | 20 a 24 | 0     |
| 12    | 15 a 19 | 12    |
| 8     | 10 a 14 | 20    |
| 28    | 5 a 9   | 16    |
| 8     | 0 a 4   | 4     |

## Economia
El 2007 la població en edat de treballar era de 344 persones, 271 eren actives i 73 eren inactives. De les 271 persones actives 261 estaven ocupades (132 homes i 129 dones) i 10 estaven aturades (7 homes i 3 dones). De les 73 persones inactives 15 estaven jubilades, 25 estaven estudiant i 33 estaven classificades com a «altres inactius».

### Ingressos
El 2009 a Dingy-en-Vuache hi havia 189 unitats fiscals que integraven 516 persones, la mediana anual d'ingressos fiscals per persona era de 25.783 €.

### Activitats econòmiques
Dels 6 establiments que hi havia el 2007, 1 era d'una empresa de fabricació d'altres productes industrials, 2 d'empreses de construcció i 3 d'empreses de comerç i reparació d'automòbils.
Dels 2 establiments de servei als particulars que hi havia el 2009, 1 era un paleta i 1 fusteria.
L'any 2000 a Dingy-en-Vuache hi havia 11 explotacions agrícoles que ocupaven un total de 207 hectàrees.

## Equipaments sanitaris i escolars
El 2009 hi havia una escola elemental.

## Poblacions més properes
El següent diagrama mostra les poblacions més properes.